# Lars van den Berg
Lars van den Berg (De Meern, 7 juli 1998) is een Nederlands voormalig wielrenner. Hij is de broer van wielrenner Marijn van den Berg.

## Carrière
Van den Berg reed van 2017 tot en met 2019 voor het Metec-TKH Continental Cyclingteam. Voor deze ploeg wist hij enkele mooie resultaten te behalen, zo werd hij in 2018 derde in Olympia's Tour en behaalde hij in 2019 een tiende plaats in de Ronde van Rhône-Alpes Isère. In 2020 maakte hij de overstap naar Equipe continentale Groupama-FDJ, de opleidingsploeg van Groupama-FDJ. Na één seizoen bij de opleidingsploeg te hebben gereden maakte hij in 2021 de overstap naar de hoofdformatie. Tevens nam hij in 2021 deel aan zijn eerste grote ronde, hij eindigde als 64e in de Ronde van Italië 2021.
In februari 2024 geraakte hij buiten bewustzijn tijdens de Ardèche Classic en kwam daarbij ten val. In maart 2025 stopte hij op aanraden van zijn cardiologen met koersen. Niet veel later maakte hij tijdens Eschborn-Frankfurt zijn debuut als commentator bij Eurosport.

## Overwinningen
2017
Jongerenklassement Ronde de l'Oise
2019
Jongerenklassement Flèche du Sud

## Resultaten in voornaamste wedstrijden
| Jaar | Ronde van Italië | Ronde van Frankrijk | Ronde van Spanje |
| ---- | ---------------- | ------------------- | ---------------- |
| 2021 | 64e              |                     |                  |
| 2022 |                  |                     |                  |
| 2023 | opgave           | 70e                 |                  |

| Jaar | Amstel Gold Race | Luik-Bast.‑Luik | Ronde van Lombardije | Waalse Pijl | Clásica San Sebastián |
| ---- | ---------------- | --------------- | -------------------- | ----------- | --------------------- |
| 2021 |                  |                 |                      |             | 77e                   |
| 2022 |                  |                 | buit.tijd            |             | 33e                   |
| 2023 | 65e              | 60e             | 121e                 | 73e         | 75e                   |

## Ploegen
- 2017 –  Metec-TKH Continental Cyclingteam p/b Mantel
- 2018 –  Metec TKH Continental Cyclingteam p/b Mantel
- 2019 –  Metec-TKH Continental Cyclingteam p/b Mantel
- 2020 –  Equipe continentale Groupama-FDJ
- 2021 –  Groupama-FDJ
- 2022 –  Groupama-FDJ
- 2023 –  Groupama-FDJ
- 2024 –  Groupama-FDJ
- 2025 –  Groupama-FDJ tot 13/3[2]

Ariesen · van Bakel · van den Berg · Bouwmans · Dekker · Eising · Gmelich Meijling · Hamelink · van der Horst · de Kleijn · Krul · de Laat · de Lange · Lindenburg · Nieuwpoort · van der Tuuk
Armirail · Badilatti · van den Berg · Bonnet · Brunel · Davy · Delage · Démare · Duchesne · Gaudu · Geniets · Guarnieri · Gugliemi · Konovalovas · Küng     · Ladagnous · Le Gac · Lienhard · Ludvigsson · Madouas · Molard · Pinot · Reichenbach · Roux · Scotson · Seigle · Sinkeldam · Stewart · Thomas · Valter
Armirail · Askey · Badilatti · Davy · Démare · Duchesne · Gaudu · Geniets · Guarnieri · Konovalovas · Küng   · Ladagnous · Le Gac · Lienhard · Ludvigsson · Madouas · Molard · Pacher · Penhoët (vanaf 1/8) · Pinot · Reichenbach · Roux · Scotson · Sinkeldam · Stewart · Storer · Valter · van den Berg · Welten
Armirail · Askey · Davy · Démare (tot 31/7) · Gaudu · Geniets · Germani · Grégoire · Konovalovas · Küng · Ladagnous · Le Gac · Lienhard · Madouas · Martinez · Molard · Pacher · Paleni · Penhoët · Pinot · Pithie · Scotson · Stewart · Storer · Thompson · van den Berg · Watson · Welten
Askey · Barthe · Bystrøm · Davy · Gaudu · Geniets · Germani · Grégoire · Gruel (vanaf 1/3) · Konovalovas · Küng · Le Gac · Le Huitouze · Lienhard · Madouas · Martinez · Molard · Pacher · Paleni · Penhoët · Pithie · Rochas · Russo · Sarreau · Thompson · van den Berg · Walls · Watson